# Кондратьєв Михайло Андрійович
Полковник сумський, онук Герасима Кондратьєва.

## Біографія
Народився в  другій половині 17 століття в роду Кондратьєвих. Був сином Андрія Кондратьєва тодішнього полковника. Не дивлячись на те що Михайло претендував на звання полковника звання дісталось більш розумному і практичному брату Івану. Та все ж коли в Івана почались проблеми, Михайло став наказним полковником на невизначений термін поки не вирішать питання з Іваном. Так у владі він пробув 2 роки поки Івана не реабілітували, тоді Михайло був зміщений. Не дивлячись на підтримку козацької старшини Михайлу не дали посади через його характеристику «бывшаго полковника Кондратьева сыну Михаилу по линии и надлежит быть, понеже дед и отец его в том полку были полковниками, однако ж он, Михайло, пьян и глуп», через це його кандидатуру ніхто не прийняв. Таким чином його місце знову зайняв Іван. Помер у 1734 році.